# アーチボルド・ケネディ (第2代エイルザ侯爵)

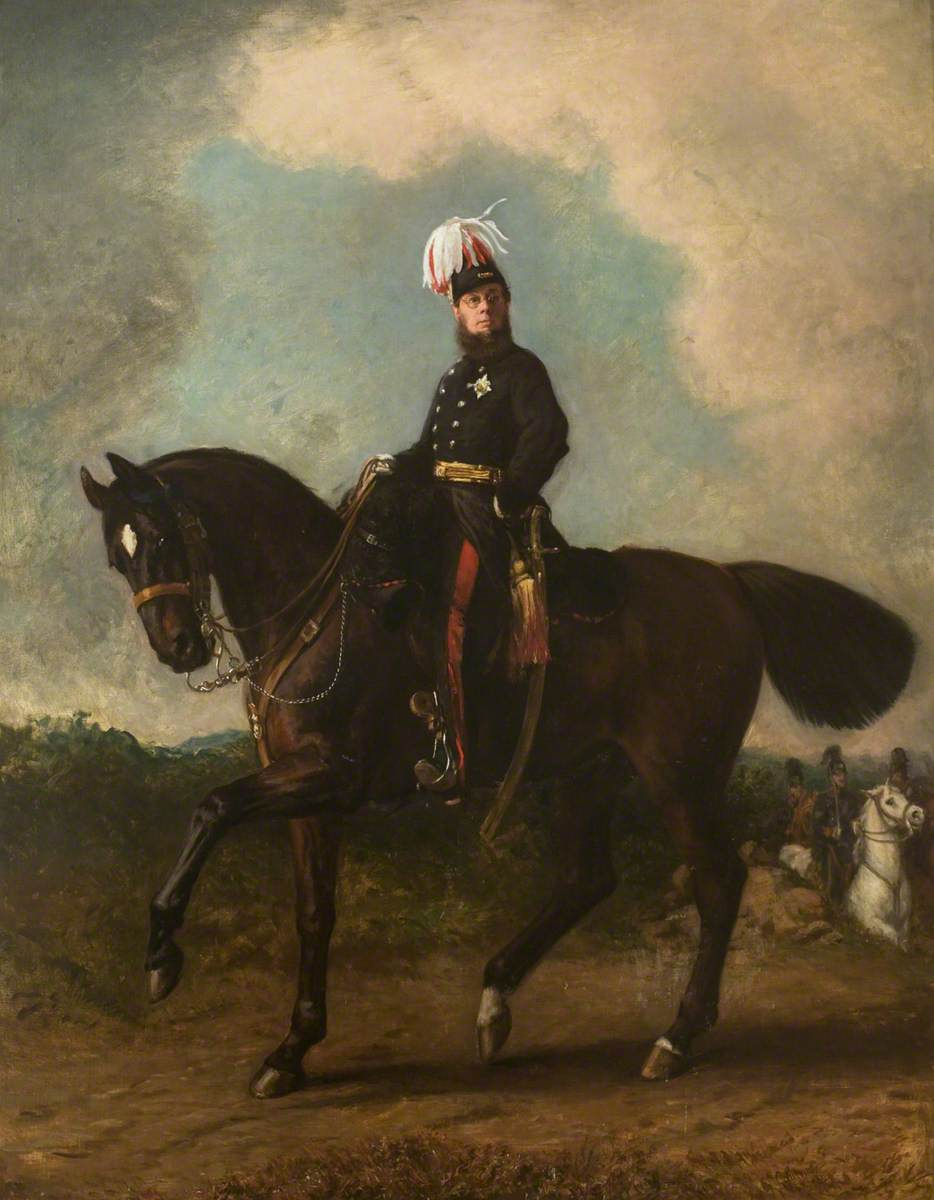
第2代エイルザ侯爵。チャールズ・ラッチェンス（Charles Lutyens）画、1863年/1864年。

第2代エイルザ侯爵アーチボルド・ケネディ（英語: Archibald Kennedy, 2nd Marquess of Ailsa KT、1816年8月25日 – 1870年3月26日）は、イギリスの貴族。エアシャー統監を務めた。

## 生涯
カセルス伯爵アーチボルド・ケネディ（1794年6月4日 – 1832年8月12日、初代エイルザ侯爵アーチボルド・ケネディの長男）と妻イリナ（Eleanor、旧姓アラーダイス（Allardyce）、1796年ごろ – 1832年11月16日、アレクサンダー・アラーダイスの娘）の息子として、1816年8月25日に生まれた。ウェストミンスター・スクールで教育を受けた。
1833年7月5日、Second Lieutenant（少尉）への辞令を購入して、ライフル旅団に配属された。1838年10月19日にFirst Lieutenant（中尉）への辞令を購入して昇進した後、1839年8月9日に軽竜騎兵第17連隊に転じ、1842年3月に陸軍から引退した。1842年5月26日、エアシャー・ヨーマンリー連隊の大尉に任命され、1852年2月に辞任した。1860年8月27日にエアシャー・ライフル志願兵第1大隊（1st Administrative Battalion of Ayrshire Rifle Volunteers）の隊長（中佐）に任命され、1862年1月に辞任した。
1846年9月8日に祖父が死去すると、エイルザ侯爵位を継承した。
1859年3月7日、シッスル勲章を授与された。
1842年9月23日にエアシャーの副統監に任命された後、1861年12月7日にエアシャー統監に任命され、1870年に死去するまで務めた。
狩猟での負傷により、1870年3月20日にクレイン城で死去、息子アーチボルドが爵位を継承した。

## 家族
1846年11月10日、ジュリア・ジェフソン（Julia Jephson、1899年1月11日没、初代準男爵サー・ラルフ・ジェフソンの次女）と結婚、3男3女をもうけた。
- アーチボルド（1847年9月1日 – 1938年4月9日） - 第3代エイルザ侯爵[14]
- ジュリア・アリス（1849年11月22日 – 1936年12月22日） - 1869年12月15日、ロバート・ウィリアム・ウェブ・フォレット（Robert William Webb Follett、1921年4月8日没、サー・ウィリアム・ウェブ・フォレット（英語版）の息子）と結婚[14]
- エヴリン・アン（1851年8月24日 – 1936年1月24日） - 1885年11月5日、アーサー・ヘンダーソン・ヤング（英語版）（1938年10月20日没、キース・ヤング大佐の息子）と結婚、子供あり[14]
- アレクサンダー（1853年10月6日 – 1912年4月4日） - 1881年4月21日、ベアトリス・ゴードン（Beatrice Gordon、1950年11月8日没、ジョージ・トムリン・ゴードンの長女）と結婚、子供あり[14]
- コンスタンス・イリナ（1855年10月4日 – 1946年10月） - 1891年4月28日、ライオネル・グリムストン・フォークス（Lionel Grimston Fawkes、1931年8月24日没、リチャード・フォークス少佐の息子）と結婚、子供あり[14]
- ジョン（1859年4月4日 – 1895年5月18日） - 1890年2月12日、アデレード・メアリー・リアマス（Adelaide Mary Learmouth、1957年11月30日、アレクサンダー・リアマス（英語版）の長女）と結婚、子供なし[14]

## 関連図書
- Paul, James Balfour, Sir, ed. (1905). The Scots Peerage (英語). Vol. II. Edinburgh: David Douglas. pp. 500–501.